# Diradops runea
Diradops runea là một loài tò vò trong họ Ichneumonidae.